# Joseph Hueber
Joseph Hueber (1715. – 1787.), austrijski arhitekt, jedan od najznačajnijih graditelja na području Štajerske.
Školovao se kod Franza Antona Pilgrama u Beču. Godine 1739. došao je iz Beča u Graz, gdje je zamijenio Johanna Georga Stengga na mjestu glavnoga gradskog arhitekta. 
Među njegova najvažnija djela ubrajaju se: pročelje crkve Mariahilf u Grazu (1742. – 44.), crkva St. Veit am Vogau (1742. – 68.), crkva u Weizbergu (dovršena 1758.) te knjižnica samostana Admont (1764.). Sagradio je niz plemićkih palača u Grazu.
Autor je pregradnje nekih dvoraca na području današnje Slovenije: Hrastovec (1738.), Slovenska Bistrica (1751.), Štatenberg, Turnišče (1763.), Gornja Radgona (1775.) i Dornava (1753. – 55.).
U Hrvatskoj je barokizirao Batthyanyjev dvorac u Ludbregu (od 1745. godine).